# HSPD-12
Homeland Security Presidential Directive / HSPD-12 est une directive datant d'août 2004 émise par George W. Bush concernant la mise en œuvre un standard d'identification des employés fédéraux et du personnel des entreprises connexes, soit la mise en œuvre de technologie de gestion des identités numériques. Elle contraint notamment tous les employés fédéraux et personnel d'entreprises contractantes avec des agences fédérales à disposer d'une carte à puce, et non plus d'un simple badge d'identification, la puce devant contenir des données biométriques, en particulier concernant les empreintes digitales. 
Cette directive approfondit ainsi le programme Common Access Card (en) mis en place par le département de la Défense dès 1999.